# Долгополов, Геннадий Александрович
Долгополов Геннадий Александрович (14 ноября 1935, пос. Красногородск, Красногородский район, Псковская область, РСФСР — 13 ноября 2008, Мытищи, Московская область) — инженер-механик, кандидат в космонавты-испытатели Центрального Конструкторского Бюро Экспериментального Машиностроения (ОКБ-1) (ныне РКК «Энергия»), Заместитель Генерального конструктора Ракетно-космической корпорации «Энергия» — руководитель Научно-технического центра. Лауреат Государственной премии СССР (1980). Опыта космических полетов не имеет.

## Биография

### Ранние годы и образование
Родился 14 ноября 1935 года в поселке Красногородск, Красногородского района, Псковской области. Учился в русской средней школе № 6 в городе Бельцы, Молдавская ССР (ныне Республика Молдова). В 1953 году, после окончания школы, поступил в Московский авиационный институт (МАИ), который окончил в 1959 году по специальности «инженер-механик по самолётостроению».

### Трудовая деятельность в ОКБ-1
16 сентября 1958 года начал трудиться в ОКБ-1 техником 9-го отдела. 13 апреля 1959 года был назначен инженером 4-го отдела, 11 июня 1959 года был переведён в 8-й отдел, 1 сентября 1959 года — в 11-й.
13 февраля 1962 года вступил в должность исполняющего обязанности начальника группы. 27 июля 1963 годы был назначен начальником группы 11 -го отдела ОКБ-1 и находился в этой должности до 23 мая 1966 года.

#### Космическая подготовка
В апреле 1964 года в ОКБ-1 был создан лётно-испытательный отдел. Он прошёл медицинское обследование в Институте медико-биологических проблем (ИМБП) в июле 1965 года в качестве участника первого набора космонавт. Комиссией было отобрано 12 инженеров. В первую группу входили С. Н. Анохин, В. Е. Бугров, В. Н. Волков, Г. А. Долгополов, Г. М. Гречко, А. С. Елисеев, В. Н. Кубасов и О. Г. Макаров. Весной 1966 году он повторно прошёл обследование в Институте медико-биологических проблем. 23 мая 1966 года прошёл мандатную комиссию в ЦКБЭМ и приказом Василия Павловича Мишина № 43 был включен в первую группу кандидатов в космонавты-испытателей ЦКБЭМ.
Он продолжал служить инженером-испытателем (космонавтом — испытателем) 731-го отдела ЦКБЭМ до 3 мая 1967 года, готовясь к полётам.
Он должен был пройти подготовку в Центре Подготовки космонавтов, но не прошёл медицинское обследование в Центральном военном научно-исследовательском авиационном госпитале (ЦВНИАГ), поэтому продолжил подготовку в ЦКБЭМ.
18 августа 1967 года приказом главного конструктора ЦКБЭМ В. П. Мишина был включен в группу кандидатов в космонавты ЦКБЭМ по программе H1-Л3, но подготовку не проходил.

#### После ухода из отряда космонавтов
3 мая 1967 года вступил в должность ведущего инженера 3-го отдела ЦКБЭМ.
С 1 января 1973 по 1 июля 1975 года занимал должность заместителя начальника 130-го отдела, а затем — 171-го. Затем вступил в должность начальника 175-го отдела (28 января 1976), а после 353-го отдела (3 мая 1984 г).
14 декабря 1984 года был назначен заместителем руководителя комплекса № 35 (по военной тематике) НПО «Энергия», 10 февраля 1987 года — заместителем Главного конструктора НПО «Энергия». Затем с 1 января 1990 года находился в должности начальника 80-го отделения НПО «Энергия», в 1992 году — 50-го отделения.
Занимал должность заместителя Генерального конструктора РКК «Энергия», руководителя Научно-технического центра.
Является автором 15 научных трудов и 12 изобретений.

## Смерть
Умер 13 ноября 2008 года от сердечной недостаточности. Похоронен на Волковском кладбище, Московская область, Мытищинский район.

## Награды
- Орден Почета (26 августа 1996)
- Лауреат Государственной премии СССР (1980).